# Agnorhiza reticulata
Agnorhiza reticulata là một loài thực vật có hoa trong họ Cúc. Loài này được (Greene) W.A.Weber mô tả khoa học đầu tiên năm 1999.